# تپه پلنگ اولن
تپه پلنگ اولن در شهرستان نیر، بخش مرکز ی، دهستان رضا قلی قشلاق، روستای اوچ غاز واقع شده و این اثر در تاریخ ۲۷ بهمن ۱۳۸۷ با شمارهٔ ثبت ۲۴۵۴۹ به‌عنوان یکی از آثار ملی ایران به ثبت رسیده است.